# Lypsimena brasiliensis
Lypsimena brasiliensis là một loài bọ cánh cứng trong họ Cerambycidae.